# Erasmus Alberus
Erasmus Alberus, nome latinizzato di Erasmus Alber (Bruchenbrücken, 1500 circa – Neubrandenburg, 5 maggio 1553), è stato un umanista, teologo, poeta favolista e polemista tedesco.

## Biografia
Sebbene suo padre, Tilemann Alber, fosse un maestro di scuola ex prete cattolico, la sua prima educazione fu alquanto trascurata. Nel 1518 si recò comunque all'Università di Wittenberg, dove studiò teologia. Ebbe l'occasione di attirare l'attenzione di Martin Lutero e Filippo Melantone, e successivamente divenne uno dei più attivi collaboratori di Lutero, strenuo difensore della Riforma protestante.
Oltre che predicatore e teologo, fu pressoché l'unico protestante contemporaneo di Lutero in grado di competere con i cattolici con l'arma della satira. Nel 1542 pubblicò Der Barfüßer Mönche Eulenspiegel und Alkoran (Il monaco scalzo Eulenspiegel e Alcorano), una epitome satirica, della quale Lutero scrisse la prefazione, del Liber conformitatum del francescano Bartolomeo da Pisa. Di maggior valore letterario è Das Buch von der Tugend und der Weisheit (Il libro della virtù e della saggezza, 1550), una raccolta di quarantanove favole in cui Alberus espone le sue opinioni sui rapporti tra la Chiesa e lo Stato.
Dopo la morte di Lutero (1546), Alberus fu diacono a Wittenberg. Fu coinvolto nei conflitti politici del tempo: si trovava, per esempio, a Magdeburgo nel 1550-1551, quando quella città fu assediata da Maurizio di Sassonia. Nel 1552 fu nominato Generalsuperintendent (ispettore generale della Chiesa luterana) a Neubrandenburg, dove morì l'anno successivo.

## Opere

### Inni religiosi
- Ihr lieben Christen, freut euch nun (Evangelisches Gesangbuch, EG 6/EKG 3)
- Mein Seel, o Herr, muß loben dich (EG 308)
- Steht auf, ihr lieben Kinderlein (EG 442/EKG 338)
- Wir danken Gott für seine Gaben (EG 458/EKG 372)
- Christe, du bist der helle Tag (EG 469/EKG 354)

### Favole
- Etliche Fabel Esopi, verdeutscht und in Reime gebracht. Hagenau, 1534
- Das Buch von der Tugend und der Weisheit, nämlich 49 Fabeln. Frankfurt a.M., 1550 (II edizione di Fabel Esopi)

### Scritti in lingua latina
- Iudicium Erasmi Alberti de Spongia Erasmi Roterodami. 1524
- Praecepta morum utilissima oder Beleuchtungen der Zehn Gebote durch Bibelstellen und Stellen aus kirchlichen und weltlichen Schriftstellen in deutschen Reimen. 1536 (II edizione 1537; III edizione 1545/48)
- Novum Dietionarii Genus. Frankfurt a. M., 1540 (Primo dizionario e rimario in lingua tedesca)
- Virtutes comitis. 1545

### Satire, Trattati teologici e Pamphlet
- Buch von der Ehe. 1536
- Der Barfüßer Mönche Eulenspiegel und Alkoran. Wittenberg, 1542
- Dialog oder Gespräch etlicher Personen vom Interim. 1548
- Vermahnungan die christliche Kirche im Sachsenland. 1549
- Den Kindern zu Hamburg. 1551
- Wider das Lesterbuch des hochfliehenden Osiander. 1551
- Kurze Beschreibung der Wetterau. 1552
- Von der Kinder Tauf. 1555
- Wider die verfluchte Lehre der Carlstader. 1556 (II edizione 1594)